# L'Hermenault
L'Hermenault é uma comuna francesa na região administrativa da Pays de la Loire, no departamento de Vendéia. Estende-se por uma área de 11,42 km². Em 2010 a comuna tinha 929 habitantes (densidade: 81,3 hab./km²).